# 趙慶化
趙慶化（英語：Luke Zhao Qing-hua；1874年5月13日—1949年；聖名：路加），是天主教中國籍神父。曾任熱河省赤峰宗座代牧區宗座代牧（1932年-1949年）。

## 生平
趙慶化出生於1874年5月13日的大清帝國。1899年10月15日，趙慶化在25歲時晉鐸。
1922年，聖座從東蒙古宗座代牧區劃出熱河省的6個縣，設立赤峰宗座監牧區。1932年1月21日赤峰宗座監牧區升格為設赤峰宗座代牧區，時任教宗庇護十一世任命57歲的中國籍趙慶化神父為赤峰宗座代牧。
1949年4月21日，聖座將赤峰宗座代牧區升格為赤峰教區，且免任趙慶化神父的赤峰宗座代牧。同年，趙慶化神父在中華民國，享年75歲。